# Le Loup qui rit
Le Loup qui rit ou De lachende wolf en Néerlandais est le vingt-troisième album de bande dessinée de la série Bob et Bobette. Il porte le numéro 148 de la série actuelle.  Il a été écrit par Willy Vandersteen et publié dans De Standaard et Het Nieuwsblad du 19 juillet 1952 au 25 novembre 1952.

## Synopsis
Sidonie part en Alaska pour y prendre possession du commerce de manteau de fourrure de son cousin, John Roux. Mais comme la situation est plus dangereuse qu’elle ne semblait au départ, elle appelle Bob, Bobette et Lambique à l’aide. Les événements incompréhensibles se multiplient et la situation devient de plus en plus dangereuse. Nos amis sont même poursuivis par une bande de loups affamés, dirigé par l'énigmatique tueur de caribous.

## Personnages
- Bobette
- Bob
- Lambique
- Sidonie
- John Roux (première apparition)
- Big Snowbell (première apparition).
- Mac Hunter[2], le policier canadien

## Lieux
- Belgique ; zoo d'anvers
- Alaska

## Autour de l'album
- Ce fut la première histoire de Bob et Bobette à laquelle Karel Boumans a coopéré; il a encré les dessins. Il a été formé par le plus expérimenté Karel Verschuere .
- John Roux et Big Snowbell réapparaissent plus tard dans Le grand Tarin taré (2007), La crosse enchantée, SOS Snowbell (2018)

## Éditions
- De lachende wolf, Standaart, 1953 : Édition originale en néerlandais
- Le Loup qui rit, Erasme, 1955 : Première édition française comme numéro 11 de la série rouge en bichromie.
- Le Loup qui rit, Erasme, 1974 : Réédition comme numéro 148 de la série actuelle en couleur.